# Mike Eruzione
Michael Anthony „Mike“ Eruzione (* 25. Oktober 1954 in Winthrop, Massachusetts) ist ein ehemaliger US-amerikanischer Eishockeyspieler italienischer Abstammung und Kapitän der US-amerikanischen Eishockeynationalmannschaft, die bei den Olympischen Winterspielen 1980 die Goldmedaille gewann.

## Karriere

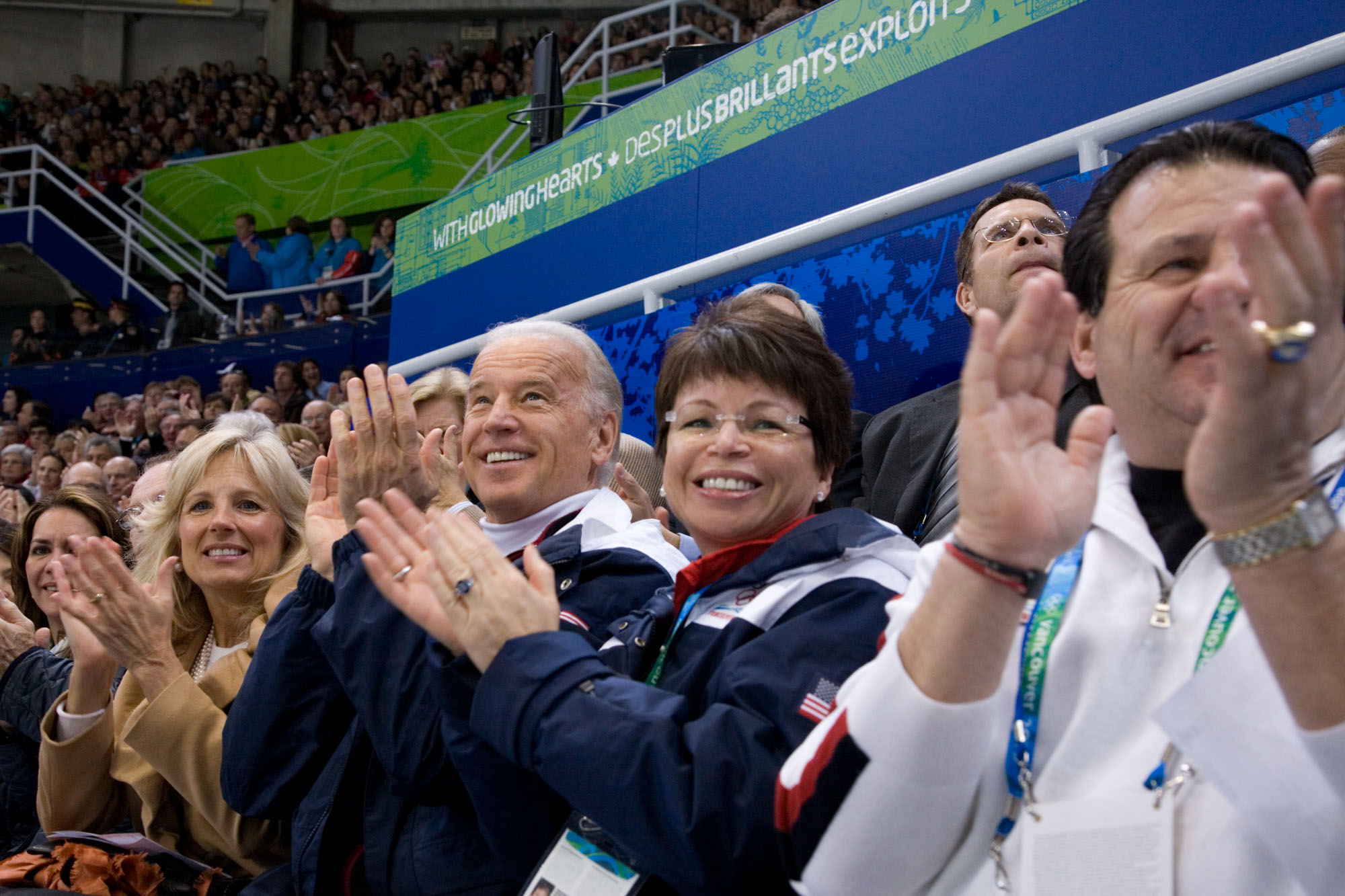
Jill Biden, Joe Biden, Valerie Jarrett und Mike Eruzione (v. l. n. r.) bei den Olympischen Winterspielen 2010

Eruzione schoss den Siegtreffer im Spiel gegen die UdSSR. Der Sieg der USA gegen die damals übermächtige Sowjetunion ging als Miracle on Ice in die Sportgeschichte ein.
Er wurde 1974 in der zweiten Runde an 28. Stelle beim WHA Amateur Draft durch die New-England Whalers gezogen und spielte niemals in der NHL, sondern zwei Saisons in der IHL bei den Toledo Goaldiggers. In der Saison 1977/78 wurde er mit der Ken McKenzie Trophy ausgezeichnet. 1979 wechselte er in die US-amerikanische Nationalmannschaft und beendete dort nach dem Gewinn der Goldmedaille seine aktive Karriere. Später wurde er Sportkommentator, in erster Linie bei den Spielen der New York Rangers und der New Jersey Devils, sowie bei den Olympischen Spielen für die Fernsehsender ABC und NBC.
Dann kehrte er zu seiner Universität in Boston zurück und ist dort seither Director of Development for Athletics. Er ist Mitglied einer Anzahl von Halls of Fame. Der Film aus dem Jahre 2004, Miracle – Das Wunder von Lake Placid, basiert in weiten Teilen auf seinen und den Erinnerungen des damaligen Trainers Herb Brooks.

## Erfolge und Auszeichnungen
- 1978 Ken McKenzie Trophy
- 1980 Goldmedaille bei den Olympischen Winterspielen